# Miargyrit
Miargyrit, veraltet auch als Silberantimonglanz oder Hemiprismatische Rubinblende bekannt, ist ein eher selten vorkommendes Mineral aus der Mineralklasse der „Sulfide und Sulfosalze“ mit der chemischen Zusammensetzung AgSbS2 und damit chemisch gesehen ein komplexes Silber-Antimon-Sulfid, dass strukturell zu den Sulfosalzen zählt.
Miargyrit kristallisiert im monoklinen Kristallsystem und entwickelt dicktafelige, meist parallel der b-Achse gestreifte Kristalle von bis zu einem Zentimeter Größe mit einem diamantartigen Glanz auf den Oberflächen, findet sich aber auch in Form von derben Aggregaten. Das Mineral ist im Allgemeinen undurchsichtig bis nahezu opak und von stahlgrauer bis eisenschwarzer Farbe. Dünne Splitter können blutrot durchscheinend sein. Unter dem Auflichtmikroskop erscheint es dagegen weiß mit himbeerroten, inneren Reflexionen. Auf polierten Abschnitten konnte zudem eine polysynthetische Zwillingsbildung beobachtet werden. Seine Strichfarbe ist dagegen immer kirschrot.

## Etymologie und Geschichte
Das Mineral wurde erstmals 1824 von Friedrich Mohs in der Typlokalität, der Grube Neue Hoffnung Gottes in Bräunsdorf, heute einem Ortsteil von Oberschöna in Sachsen gefunden. Da er das neue Mineral von Rotgültigerz oder Rubinblende (heute Pyrargyrit) trennte, nannte er es zunächst Hemiprismatische Rubinblende. Den heutigen Namen Miargyrit bekam das Mineral von Heinrich Rose, der es als erster genauer untersuchte. Er benannte es nach den griechischen Worten argyros (Silber) und meion (weniger), da Miargyrit weniger Silber enthält als Pyrargyrit.

## Klassifikation
Bereits in der veralteten 8. Auflage der Mineralsystematik nach Strunz gehörte der Miargyrit zur Mineralklasse der „Sulfide und Sulfosalze“ und dort zur Abteilung der „Sulfide mit [dem Stoffmengenverhältnis] M(etall) : S(chwefel) = 1 : 1“, wo er zusammen mit Schapbachit die „Miargyrit-Schapbachit-Gruppe“ mit der System-Nr. II/B.12 und den weiteren Mitgliedern Aramayoit, Matildit und Volynskit bildete.
Im zuletzt 2018 überarbeiteten und aktualisierten Lapis-Mineralienverzeichnis nach Stefan Weiß, das sich aus Rücksicht auf private Sammler und institutionelle Sammlungen noch nach dieser alten Form der Systematik von Karl Hugo Strunz richtet, erhielt das Mineral die System- und Mineral-Nr. II/C.16-10. In der „Lapis-Systematik“ entspricht dies der Abteilung „Sulfide mit dem Stoffmengenverhältnis Metall : S,Se,Te ≈ 1 : 1“, wo Miargyrit zusammen mit Aramayoit, Baumstarkit, Bohdanowiczit, Cuboargyrit, Matildit, Schapbachit und Volynskit eine eigenständige, aber unbenannte Gruppe bildet.
Die seit 2001 gültige und von der International Mineralogical Association (IMA) zuletzt 2009 aktualisierte 9. Auflage der Strunz’schen Mineralsystematik ordnet den Miargyrit dagegen in die neu definierte Abteilung der „Sulfosalze mit SnS als Vorbild“ ein. Diese ist zudem weiter unterteilt nach den in der Verbindung vorherrschenden Metalle, so dass das Mineral entsprechend seiner Zusammensetzung in der Unterabteilung „Mit Cu, Ag, Fe (ohne Pb)“ zu finden ist, wo es als einziges Mitglied die unbenannte Gruppe 2.HA.10 bildet.
Auch die vorwiegend im englischen Sprachraum gebräuchliche Systematik der Minerale nach Dana ordnet den Miargyrit in die Klasse der „Sulfide und Sulfosalze“ und dort in die Abteilung der „Sulfosalze“ ein. Hier ist er zusammen mit Smithit in der unbenannten Gruppe 03.07.03 innerhalb der Unterabteilung „Sulfosalze mit dem Verhältnis z/y = 2 und der Zusammensetzung (A+)i(A2+)j[ByCz], A = Metalle, B = Halbmetalle, C = Nichtmetalle“ zu finden.

## Kristallstruktur
Miargyrit kristallisiert in der monoklinen Raumgruppe C2/c (Raumgruppen-Nr. 15) mit den Gitterparametern a = 12,862 Å; b = 4,409 Å; c = 13,218 Å und β = 98,48° sowie acht Formeleinheiten pro Elementarzelle.
| Kristallstruktur von Miargyrit |
| - mit Blickrichtung parallel zur a-Achse - mit Blickrichtung parallel zur b-Achse - mit Blickrichtung senkrecht zur Ebene a-b - in der kristallographischen Standardausrichtung |
| Farbtabelle: _ Ag 0 _ Sb 0 _ S |

## Morphologie

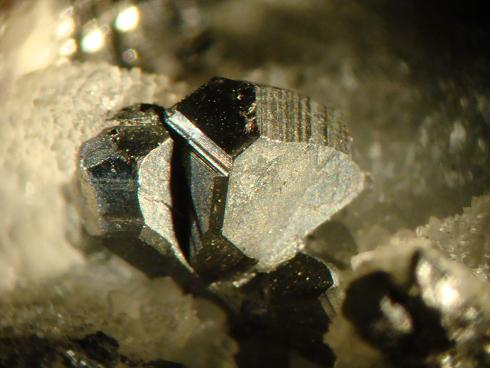
Gruppe aus zwei Miargyritkristallen (Größe des größten Kristalls ca. 1,7 mm) auf Quarz aufgewachsen

Miargyrit-Kristalle sind entlang {001}, {100} oder {101} abgeflacht. Sie sind daneben entlang [010] und [011] gestreift.

## Modifikationen und Varietäten
Die Verbindung AgSbS2 ist trimorph und kann neben Miargyrit auch in trikliner Struktur als Baumstarkit und in kubischer Struktur als Cuboargyrit kristallisieren.

## Bildung und Fundorte

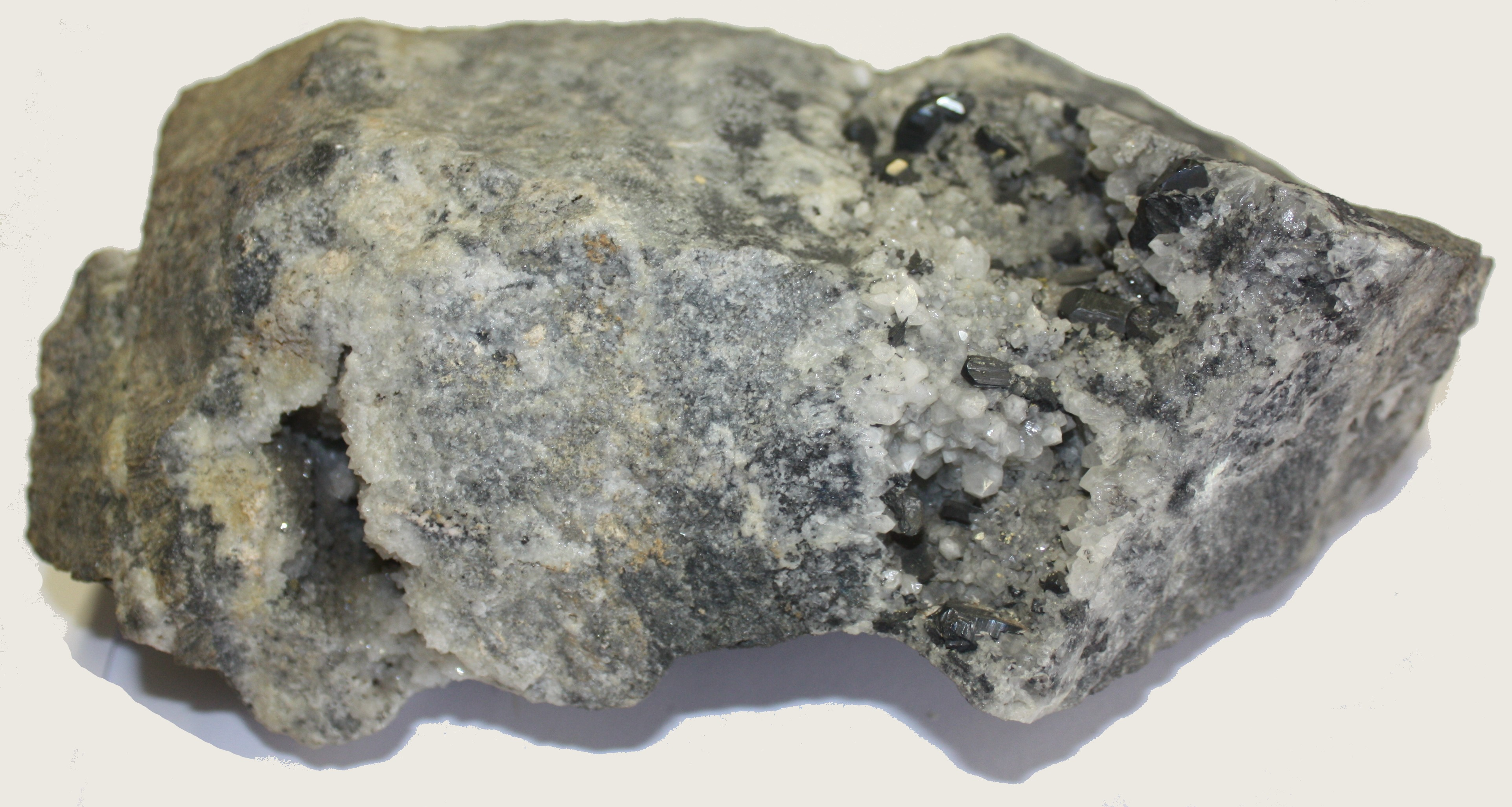
Miargyrit und Quarz aus Bräunsdorf/Sachsen

Miargyrit bildet sich unter hydrothermalen Bedingungen bei niedrigen Temperaturen. Es ist vergesellschaftet mit Baumstarkit, Proustit, Pyrargyrit, Polybasit, Silber, Galenit, Sphalerit, Pyrit, Quarz, Calcit und Baryt. 
Als relativ seltene Mineralbildung kann Miargyrit an verschiedenen Fundorten zum Teil zwar reichlich vorhanden sein, insgesamt ist er aber wenig verbreitet. Weltweit wurden bisher etwas mehr als 340 Fundstätten dokumentiert (Stand 2023).
Das Mineral kommt in vielen Minen vor, jedoch meist nur in kleineren Mengen und selten als Haupterz. Zu den Fundorten zählen unter anderem der Harz und weitere Fundstellen in Deutschland, Příbram und Třebsko in Tschechien, Baia Sprie in Rumänien, Hiendelaencina in Spanien, der Altai in Russland, Rajasthan in Indien, am Brandywine Creek in Kanada, in den US-Bundesstaaten Idaho und Kalifornien, Real de Catorce, Sombrerete und Veta Grande in Mexiko, Copiapó und Huantajaya in Chile, Colquechaca und Cerro Rico in Bolivien sowie Huancavelica und Julcani in Peru.

## Verwendung
Bei ausreichenden Vorkommen oder zusammen mit anderen Erzen ist Miargyrit ein Silbererz. 